# Michelob Ultra Arena

Michelob Ultra Arena, anteriormente Mandalay Bay Events Center é uma arena de 12.000 assentos localizado no Mandalay Bay Resort and Casino no Las Vegas Strip em Paradise, Nevada. Ele é propriedade da MGM Mirage.
Já sediou eventos de boxe e UFC, shows de artistas como Shania Twain, 311, Selena Gomez, Bon Jovi, Janet Jackson, Christina Aguilera, The Eagles, Green Day, Queen+Paul Rodgers, Muse, Beyoncé, Destiny's Child, The Black Eyed Peas, Metallica, Britney Spears, Justin Timberlake, Kiss, Alejandro Fernández, Alicia Keys, Spice Girls, Keith Urban, Taylor Swift, Yanni, Jonas Brothers e Shakira.
Os Las Vegas Aces da WNBA jogam aqui desde que se mudaram de San Antonio, antes da temporada de 2018.

## História na mídia
- Rocky Balboa em 2006 (a luta de boxe final)[2]
- Yanni Live! The Concert Event em 2006.
- Miss Universo em 2010.